# ペプチジルグリシンアミダーゼ
ペプチジルグリシンアミダーゼ(Peptidyl-glycinamidase, EC 3.4.19.2)は、以下の化学反応を触媒する酵素である。
ポリペプチドC末端のグリシンアミドを切断する。
この酵素は、グリシンアミドを分割することにより、バソプレシンやオキシトシンを不活性化する。